# Inga Arnö-Berg
Inga Arnö-Berg, född 6 mars 1933 i Stockholm , död 5 januari 2020 i Stockholm, var en svensk etnolog och författare. Hon arbetade under många år på Skansen i Stockholm, men gjorde sig framför allt känd genom sina kulturhistoriska böcker, bland andra Serviser från Gustavsberg (1971), Folkdräkter och bygdedräkter från hela Sverige med Gunnel Hazelius-Berg (1975), som även gavs ut på engelska som Folk costumes of Sweden: a living tradition (1976) samt Skansens hus och gårdar med Arne Biörnstad (1980).
Inga Arnö-Berg var dotter till redaktör Ivar Arnö och hans hustru Anna född Vesterlund. Hon var från 1961 gift med Jonas Berg.